# La heredera (telenovela venezolana)
La heredera es una telenovela venezolana realizada en 1982, por la cadena Venevisión. Es original de Delia Fiallo y protagonizada por Eduardo Serrano e Hilda Carrero y como antagonistas a Eva Blanco y Helianta Cruz.

## Argumento
La historia gira en torno a Cristina (Hilda Carrero), una joven humilde y coja, quien desconoce que tiene un padre millonario. Este, antes de morir, le pide a su abogado que la encuentre. Tras hallarla, la lleva a vivir con su malvada tía Luisa Zambrano (Eva Blanco) y sus holgazanas y frívolas hijas Corina (Helianta Cruz) y Mercedes (Marita Capote). Alrededor de esta familia está Alfredo Méndez (Eduardo Serrano) quien enamora a Cristina solo para saldar una vieja deuda familiar y se convierte en objeto de su venganza.
Tras ser humillada y engañada por todos, decide vengarse, toma su dinero y se opera para caminar bien, sin embargo, lucha contra el amor que aún siente por Alfredo.

## Elenco
- Hilda Carrero - Cristina Zambrano
- Eduardo Serrano - Alfredo Méndez
- Eva Blanco - Luisa Zambrano
- Diego Acuña - Nano Zambrano
- Gisvel Ascanio
- Estelín Betancor
- Marita Capote - Mercedes Zambrano
- Olga Castillo
- Helianta Cruz - Corina Zambrano #1
- Guillermo Dávila
- Reneé de Pallás - Doña Delfina Zambrano
- Chela D'Gar
- Mariluz Díaz - Corina Zambrano #2
- Miguel David Díaz
- Manuel Escolano
- Fernando Flores
- Mauricio González
- Dennys Hernández
- Yolanda Méndez - Olivia Sarmiento
- Esther Orjuela - Fabiana
- Francia Ortiz
- Cristina Reyes - Fela
- Chumico Romero
- Henry Salvat
- Jimmy Verdum
- Raúl Xiqués
- Laura Zerra
- Mariela Alcalá - Lolita
- Hilda Blanco -  Belinda

## Versiones
- Adorable Mónica, telenovela realizada por Venevisión en 1990, protagonizada por Emma Rabbe y Guillermo Dávila.
- Guadalupe, telenovela realizada en 1993 por Capitalvision International Corp, para su transmisión en Estados Unidos por la cadena Telemundo. Fue producida por José Enrique Crousillat y protagonizada por Adela Noriega y Eduardo Yáñez.
- Milagros, telenovela realizada en el 2000 por América Televisión, para su transmisión por la cadena América Televisión. Fue producida por José Enrique Crousillat y protagonizada por Sonya Smith y Roberto Mateos.